# Mario Chiari
Mario Choari est un chef décorateur et un directeur artistique italien né le 14 juillet 1909 à Florence et mort le 8 avril 1989 à Rome.

## Filmographie partielle
- 1946 : Un jour dans la vie (Un giorno nella vita) d'Alessandro Blasetti
- 1952 : Le Carrosse d'or de Jean Renoir
- 1952 : L'Ennemie (La nemica) de Giorgio Bianchi
- 1953 : Les Vitelloni (I vitelloni) de Federico Fellini
- 1954 : Le Carrousel fantastique (Carosello napoletano) d'Ettore Giannini
- 1955 : Dommage que tu sois une canaille (Peccato che sia una canaglia) d'Alessandro Blasetti
- 1956 : Guerre et Paix (War and Peace) de King Vidor
- 1957 : Nuits blanches (Le notti bianche) de Luchino Visconti
- 1958 : Fortunella d'Eduardo De Filippo
- 1958 : La Tempête (La tempesta) d'Alberto Lattuada
- 1962 : Agostino de Mauro Bolognini
- 1966 : La Bible (The Bible: In the Beginning...) de John Huston
- 1967 : L'Extravagant Docteur Dolittle (Doctor Dolittle) de Richard Fleischer
- 1969 : Fräulein Doktor d'Alberto Lattuada
- 1973 : Ludwig : Le Crépuscule des dieux (Ludwig) de Luchino Visconti
- 1976 : King Kong de John Guillermin

## Récompenses et nominations[2]

### Récompenses
- David di Donatello 1955 : David di Donatello du meilleur décorateur pour Le Carrousel fantastique
- Plaque d'or lors des David di Donatello 1966 pour La Bible

### Nominations
- Oscars 1967 : Oscar des meilleurs décors pour L'Extravagant Docteur Dolittle
- BAFTA 1976 : British Academy Film Award des meilleurs décors pour King Kong
- David di Donatello 1987 : David di Donatello du meilleur décorateur pour Via Montenapoleone